# So You Want to Be a Rock 'n' Roll Star
«So You Want to Be a Rock 'n' Roll Star» es una canción de la banda estadounidense de rock The Byrds, compuesta por Jim McGuinn y Chris Hillman e incluida en su disco de 1967 Younger Than Yesterday. Se publicó como sencillo el 9 de enero de 1967 y llegó al puesto número 29 en el Billboard Hot 100 y no llegó a entrar en las listas británicas. La canción está inspirada en el como publicitario que giraba en torno a The Monkees, cuya serie televisiva recién había sebutado en Estados Unidos y lanzó a la banda prefabricada al estrellato. Esta naturaliza manufacturada de la banda hizo que Hillman y McGuinn mirasen al mundo del pop con cierto cinismo.